# Β-alanina
La β-alanina (o beta-alanina) è un β-aminoacido a tre atomi di carbonio (nome IUPAC acido 3-amminopropanoico). Si differenzia dall'α-alanina per la posizione del gruppo amminico.
La β-alanina è un amminoacido naturale, ma non si trova negli alimenti di per sé. Esso è componente di peptidi come la carnosina, anserina e balenine, presenti nelle carni e nel pesce. Il corpo può anche sintetizzare β-alanina dalla scissione dei nucleotidi. Inoltre, più di recente è possibile ottenere β-alanina in forma di integratore alimentare.

## Funzione nello sport
La β-alanina ha cominciato a essere utilizzata in ambito sportivo, soprattutto negli sport anaerobici, per migliorare le prestazioni fisiche. Il metabolismo anaerobico rappresenta il sistema energetico in cui l'energia ricavata dai muscoli avviene senza l'utilizzo di ossigeno. Il prodotto finale nel metabolismo anaerobico lattacido nei muscoli è l'acido lattico, e questo provoca una diminuzione del pH nel muscolo e nel sangue, ciò significa che il muscolo e il sangue diventano più acidi. Questo stato di acidosi viene effettivamente raggiunto quando viene a mancare la sinergia tra il metabolismo anaerobico e aerobico, e l'acido lattico risultante si accumula nei muscoli. L'acido lattico si dissocia in ioni idrogeno (H+) e lattato. È l'accumulo di H+ che causa la diminuzione del pH nella cellule muscolari. La misurazione del pH si riferisce appunto alla concentrazione di H+ all'interno di una soluzione. I valori del pH sono inversamente proporzionali al grado di acidità.
La β-alanina è un amminoacido naturalmente presente nel nostro corpo umano. La questione interessante riguardo a questo amminoacido nell'attività sportiva, è che quando esso viene combinato con un altro amminoacido, l'istidina, viene a formare un dipeptide conosciuto come carnosina. Questa sostanza è normalmente presente nei muscoli, e agisce principalmente come un buffer (una sostanza che ha un effetto tampone) per gestire le variazioni del pH. Negli ultimi anni, la ricerca ha mostrato ulteriori vantaggi della carnosina. Una questione interessante, è che proprio come accade per la creatina, è possibile "caricare" i muscoli di carnosina assumendo β-alanina, e trarre benefici ancora maggiori
.

### Effetto tampone (buffer)
Quando i livelli di acido lattico sono sufficientemente elevati da interferire con il metabolismo energetico e la contrazione delle fibre muscolari, ciò coincide con il cedimento muscolare e quindi con il termine di una serie. Questa sequenza di eventi è spesso erroneamente attribuita all'accumulo di lattato nel muscolo (inoltre viene erroneamente valutata la misurazione del lattato per stimare indirettamente livelli di pH nel sangue e nel muscolo, quando a dire il vero la misurazione del pH si riferisce alla concentrazione di H+ nel sangue e nel muscolo). Come sopra descritto, in realtà è l'accumulo di H+ a causare il temporaneo affaticamento muscolare e non l'accumulo di lattato, molecola che in realtà ha la funzione di tamponare l'acidità nelle cellule accettando H+ all'interno della sua struttura biochimica. L'esercizio coi pesi (resistance training) è prevalentemente una forma di esercizio anaerobico. La β-alanina ha dimostrato di avere un effetto positivo sulla resistenza anaerobica attraverso la sua capacità di consentire un effetto "buffer", cioè un effetto tampone degli ioni idrogeno, e quindi ritardare l'insorgenza dell'acidosi lattica all'interno della cellula muscolare. È da notare che la supplementazione di β-alanina permette potenzialmente di eseguire più lavoro e più ripetizioni prima di raggiungere l'incapacità muscolare. Tuttavia, in realtà questo meccanismo è più complesso. L'azione della β-alanina è in realtà indiretta, agendo attraverso un substrato noto come carnosina. La carnosina è un dipeptide (molecola composta da 2 amminoacidi) naturale sintetizzato dagli aminoacidi β-alanina e istidina. Dopo l'ingestione di β-alanina, essa viene convertita nel corpo in carnosina, ed è in realtà la carnosina la molecola responsabile dell'effetto tampone degli ioni idrogeno (H+).
La carnosina si trova sia nelle fibre muscolari di tipo I sia di tipo II , ma è presente in concentrazioni molto più elevate nelle fibre di tipo II, cioè le più utilizzate negli allenamenti coi pesi ad alta intensità, nonché le più sensibili alla crescita muscolare. È quindi anche il tipo di fibra più dipendente dal metabolismo anaerobico e pertanto deve avere una maggiore resistenza alle variazioni di pH. In effetti, in passato la carnosina è stata usata come supplemento sportivo dagli atleti, ma come integratore non riuscì a prendere piede soprattutto perché in realtà la sua efficacia era minima. Il supplemento di carnosina è in realtà meno efficiente nel aumentare le concentrazioni di carnosina a causa del fatto che il corpo rompe la molecola in β-alanina e istidina prima di ri-sintetizzare questi due aminoacidi come carnosina. La carnosina è stata infatti identificata per la prima volta nel 1900, mentre nel 1938 venne descritto il suo ruolo di tampone muscolare. La maggior parte delle recenti ricerche ha utilizzato la supplementazione di β-alanina per aumentare le riserve muscolari di carnosina. Kendrick et al. (2009) esaminarono i livelli di carnosina nelle fibre muscolari dopo la supplementazione di β-alanina. Essi trovarono che la supplementazione di β-alanina favoriva un significativo aumento di carnosina nelle fibre muscolari, sia di tipo I sia di tipo II. I ricercatori dimostrarono che con l'integrazione di β-alanina per sole 4 settimane, la concentrazione di carnosina aumenta di circa il 40-60%. L'integrazione con β-alanina per 10-12 settimane ha mostrato un aumento delle concentrazioni di carnosina fino all'80%. Si tratta effettivamente di un enorme aumento di un importante buffer intracellulare.

### Crescita muscolare
L'effetto tampone della beta-alanina può far pensare a un effetto favorevole solo sulla prestazione di endurance o resistenza muscolare durante l'esercizio coi pesi, ma in realtà ha un potenziale effetto anche sull'aumento della crescita muscolare e della forza. Mentre è intuitivo che l'affaticamento muscolare e il cedimento muscolare sono una conseguenza della limitata presenza di ATP (la molecola energetica), in realtà è possibile esaurire le riserve di ATP al massimo del 20%. In realtà è un l'accumulo di scorie metaboliche, principalmente rappresentate dagli ioni idrogeno (H+), il fattore limitante della contrazione muscolare.
Ciò è particolarmente valido per le fibre di tipo 2 o rapide, che sono più suscettibili alla presenza degli ioni idrogeno e quindi altamente sensibili all'affaticamento. Se si riesce a tamponare l'accumulo di H+, si può mantenere la forza muscolare per un tempo più lungo prima di accusare l'affaticamento. Questa capacità di mantenere di più a lungo il lavoro nel tempo è stato dimostrato sia correlata direttamente con i livelli di carnosina muscolare. Per quanto riguarda l'allenamento, la capacità di aumentare lo sforzo indica un maggiore stimolo per l'adattamento per la forza e per la crescita muscolare. Ciò è particolarmente valido per le fibre di tipo 2, più rapidamente affaticabili, perché sono quelle con la maggiore capacità di stoccaggio di carnosina.

### Recupero neurale
La β-alanina ha anche un potenziale effetto nel migliorare il recupero neurale e endrocrino. Questo singolo effetto su più fronti è abbastanza significativo considerando quanto sia difficile promuovere realmente il recupero, soprattutto con un supplemento ergogenico. Il sistema nervoso è il primo apparato a essere stimolato e l'ultimo a recuperare. Oltre al semplice riposo, esistono alcuni modi di accelerare il recupero neurale. Una teoria sostiene che il beneficio dell'uso di β-alanina per il recupero neurale sia l'effetto protettivo che conferisce su quella che viene chiamata pompa di sodio. In termini semplici, questa è una "pompa" molecolare che è responsabile della trasmissione di ogni segnale che percorre le cellule nervose. Questo include tutto, dalla lettura alla contrazione muscolare durante uno sforzo. Purtroppo, la pompa sodio è piuttosto sensibile al danno ossidativo, e si crede che questo danno peggiori la prestazione. In questo contesto, la β-alanina si converte in una sostanza nota come carnosina, che protegge la pompa dal danno ossidativo. Attraverso questo effetto profilattico, la β-alanina può attenuare uno stress superfluo sulle cellule nervose, quindi in ultima analisi, aumentare il tasso di recupero. Inoltre la carnosina ha anche la capacità di stimolare l'attività della pompa sodio, che ha ulteriori implicazioni per migliorare le prestazioni.

### Recupero generale ed endocrino
Un meccanismo molto più ampio attraverso il quale la β-alanina può favorire con il recupero appartiene alle sue capacità di esercitare un effetto simil-neurotrasmettitore. Prima di approfondire questo aspetto, bisogna riconoscere l'importante e raramente discussa fase di recupero. Quando l'atleta non richiede più tutta l'eccitazione del corpo, necessita di riposo. Detto diversamente, l'atleta ha bisogno di spegnere il sistema nervoso simpatico e accendere il sistema parasimpatico. Qualsiasi eccitabilità superflua serve solo a stressare ulteriormente il sistema endocrino e probabilmente il sistema nervoso, così come a ritardare il recupero. Consumando β-alanina nel post-allenamento, si stimolano i recettori del neurotrasmettitore chiamato GABA, che ha l'effetto di rallentare il sistema nervoso permettendo di innescare la fase di recupero. Questa transitoria stimolazione del GABA non solo produce un effetto inibitorio sul sistema nervoso, ma dovrebbe anche facilitare il rilassamento del corpo intero. Un altro sistema potenzialmente influenzato in questo processo è quello endocrino, la cui eccessiva stimolazione è spesso implicata nel sovrallenamento. Anche se non esistono dati diretti a sostegno dell'ipotesi che la β-alanina possa ritardare o addirittura prevenire il sovrallenamento, questa rimane una possibilità.

## Dosaggi
Gli effetti della beta-alanina nell'aumento dei livelli di carnosina nel sangue sono a lungo termine, e la beta-alanina deve essere assunta ogni giorno, non solo nel pre-allenamento. Tuttavia, può verificarsi un effetto acuto positivo nella sua assunzione nel pre-allenamento, agendo a livello psicosomatico conferendo una sensazione positiva di benessere, contribuendo a migliorare le prestazioni psicologiche, che possono tradursi in un miglioramento delle prestazioni fisiche. La ricerca ha indicato che la dose ottimale di beta-alanina è di circa 6 g al giorno; queste dosi aumentano in modo significativo i livelli di carnosina e migliorano le prestazioni. La ricerca più recente, utilizzando 4-5g al giorno, ha mostrato miglioramenti comparabili nelle concentrazioni di carnosina nelle prestazioni rispetto a coloro che utilizzano 6,4 g al giorno.
Qualcuno raccomanda una fase di carico opzionale di 2 settimana assumendo 6 g al giorno durante il primo mese di utilizzo, seguito successivamente da un periodo da 4 gr al giorno. Tuttavia, non sembra sia tanto importante la dose giornaliera, in quanto pare essere più importante il dosaggio settimanale per raggiungere un livello ottimale di carnosina. Assumerne meno nei giorni di riposo può essere indicato, compensando con un aumento nei giorni di allenamento, risultando in una dose media di 4-6g al giorno nel corso della settimana.

## Tempi di comparsa dei benefici
In generale, il miglioramento delle prestazioni si può notare in appena due settimane, anche se alcune persone potrebbero ottenerlo entro una settimana. In genere i benefici sono visibili dopo 3-4 settimane, ma la ricerca ha anche dimostrato che i livelli di carnosina continuano ad aumentare nel tempo per un minimo di 12 settimane, quindi si consiglia di continuare a utilizzare la beta-alanina per almeno tre mesi per ottimizzare i livelli di carnosina.
Sono evidenti anche benefici immediati. Questi si verificano poco dopo l'ingestione e comprendono un'intensa vasodilatazione e un pompaggio muscolare. Ciò può essere dovuto al fatto che la carnosina è un potente precursore nel generare l'enzima ossido nitrico-sintasi, necessario per produrre il potente vasodilatatore ossido nitrico. Inoltre, può essere percepita una sensazione di calore, e questo può migliorare le prestazioni a livello psicologico.

## Sinergia tra β-alanina e creatina
Svariate ricerche hanno trovato che l'assunzione sinergica di β-alanina e creatina possa avere un effetto complementare sul miglioramento delle prestazioni. È stata rilevata la possibilità di un'interazione sinergica fra questi due integratori, a significare cioè che il loro effetto combinato può essere maggiore della somma dei loro singoli effetti. Inoltre, entrambi permettono di allenarsi più duramente: la creatina fornisce più energia e più forza e la β-alanina tampona gli scarti metabolici e favorisce una maggiore resistenza alla fatica, traducendosi in ultima analisi in un generale miglioramento delle prestazioni.
Sebbene sia stato riscontrato che la sola assunzione di β-alanina, così come la sola creatina, non porti a un potenziamento della risposta acuta degli ormoni anabolici indotta dall'esercizio, o a miglioramenti sulla composizione corporea, sembra che la sua assunzione in concomitanza con la creatina possa favorire un significativo miglioramento della composizione corporea (maggiore guadagno di massa magra, e maggiore riduzione della massa grassa), maggiore rispetto all'assunzione di sola creatina.

## Effetti collaterali
Un effetto collaterale della supplementazione di beta-alanina è una sensazione di prurito o formicolio che si manifesta dopo pochi minuti dall'ingestione. Il volto, in particolare intorno alle labbra, è particolarmente sensibile a questo effetto. Questo effetto è noto come parestesia e si crede sia l'effetto del legame della beta-alanina con i nervi sotto la pelle. Alcune persone trovano la sensazione piacevole eccitante. Tuttavia, altri possono trovare la parestesia sgradevole e difficile da tollerare, anche se è completamente innocua. La sensazione si riduce con l'uso continuato, e può anche essere ridotta assumendo l'integratore dopo i pasti (soprattutto carboidrati). La parestesia viene normalmente attenuata dopo l'inizio dell'attività fisica. L'effetto è invece potenziato se la beta-alanina viene consumata insieme alla caffeina, quindi alcuni prodotti contenenti entrambi gli ingredienti da assumere nel pre-allenamento possono avere un effetto potente. Se la parestesia non viene bene tollerata, può essere consigliabile spartire la dose in piccole quantità durante la giornata, e consumarle dopo i pasti. Non ci sarebbero altri effetti collaterali della supplementazione di beta-alanina, e la ricerca ha anche dimostrato essere un integratore sicuro.

## Conclusioni
L'integrazione di beta-alanina porta a un aumento delle concentrazioni di carnosina muscolare. La carnosina aiuta ad assorbire l'eccesso di ioni idrogeno (H+), che a sua volta può ridurre l'insorgenza dell'acidosi muscolare e i sintomi dell'affaticamento. La beta-alanina può rappresentare un supplemento utile durante l'allenamento coi pesi, e potrebbe essere particolarmente efficace specificamente nei protocolli di endurance muscolare, cioè una modalità di allenamento coi pesi che prevede un alto numero di ripetizioni, alti tempi sotto tensione, brevi tempi di recupero, e un alto volume. Dovrebbe essere usato quotidianamente sia da solo sia come parte di una formula pre-allenamento, e la sua supplementazione dovrebbe essere estremamente utile nel ritardare l'insorgenza della fatica sul lungo termine.

### Sintesi
- contribuisce ad aumentare le scorte di carnosina;
- contribuisce a tamponare l'accumulo di ioni idrogeno (H+);
- sul lungo termine favorisce la prestazione dal punto di vista dell'endurance muscolare;
- sul breve termine favorisce vasodilatazione e pompaggio muscolare;
- aumenta la resistenza muscolare;
- migliora la tolleranza alla fatica;
- ritarda l'insorgenza della fatica;
- l'assunzione media è di 5 grammi al giorno (6 nei giorni di allenamento e 4 nei giorni di riposo);
- provoca facilmente una sensazione di prurito o formicolio diffuso, che può essere fastidioso per alcuni soggetti;